# Coppa CERS 1981-1982
La Coppa CERS 1981-1982 è stata la 2ª edizione dell'omonima competizione europea di hockey su pista riservata alle squadre di club. Il torneo ha avuto inizio il 17 aprile e si è concluso il 31 luglio 1982.
Il titolo è stato dal Liceo La Coruña per la prima volta nella sua storia.

## Squadre partecipanti
| Nazione        | Club            | Città         | Qualificazione                               |
| -------------- | --------------- | ------------- | -------------------------------------------- |
| Francia        | ASTA Nantes     | Nantes        | 3º in 1ere Division 1981                     |
| Francia        | Tourcoing       | Tourcoing     | 4º in 1ere Division 1981                     |
| Germania Ovest | Ober-Ramstadt   | Ober-Ramstadt | 3º in 1 Bundesliga 1981                      |
| Italia         | Monza           | Monza         | 3º in Serie A 1980-1981                      |
| Italia         | Reggiana        | Reggio Emilia | 2º in Serie A 1980-1981                      |
| Paesi Bassi    | Marathon        | L'Aia         | 3º in 1ª Klasse 1981                         |
| Portogallo     | Belenenses      | Lisbona       | 6º in 1ª Divisão 1981                        |
| Portogallo     | Sesimbra        | Sesimbra      | Detentore Coppa CERS e 4º in 1ª Divisão 1981 |
| Portogallo     | Valongo         | Valongo       | 3º in 1ª Divisão 1981                        |
| Spagna         | Liceo La Coruña | La Coruña     | 3º in División de Honor 1980-1981            |
| Spagna         | Reus Deportiu   | Reus          | 4º in División de Honor 1980-1981            |
| Svizzera       | Thunerstern     | Thun          | 2º in Lega Nazionale A 1981                  |

## Risultati

### Primo turno
| Squadra 1 | Totale        | Squadra 2       | Andata | Ritorno |
| --------- | ------------- | --------------- | ------ | ------- |
| Monza     | 10 - 10 (gfc) | Belenenses      | 7 - 1  | 3 - 9   |
| Marathon  | 5 - 10        | Liceo La Coruña | 4 - 4  | 1 - 6   |
| Tourcoing | 7 - 8         | ASTA Nantes     | 2 - 1  | 5 - 7   |
| Reggiana  | 11 - 15       | Reus Deportiu   | 7 - 6  | 4 - 9   |

### Quarti di finale
| Squadra 1       | Totale | Squadra 2     | Andata | Ritorno |
| --------------- | ------ | ------------- | ------ | ------- |
| ASTA Nantes     | 5 - 14 | Valongo       | 0 - 7  | 5 - 7   |
| Liceo La Coruña | 18 - 7 | Ober-Ramstadt | 9 - 4  | 9 - 3   |
| Monza           | 17 - 4 | Thunerstern   | 11 - 3 | 6 - 1   |
| Sesimbra        | 6 - 14 | Reus Deportiu | 4 - 4  | 2 - 10  |

### Semifinali
| Squadra 1       | Totale | Squadra 2     | Andata | Ritorno |
| --------------- | ------ | ------------- | ------ | ------- |
| Liceo La Coruña | 14 - 2 | Reus Deportiu | 9 - 0  | 5 - 2   |
| Valongo         | 6 - 11 | Monza         | 3 - 5  | 3 - 6   |

### Finale
| Squadra 1       | Totale  | Squadra 2 | Andata | Ritorno |
| --------------- | ------- | --------- | ------ | ------- |
| Liceo La Coruña | 20 - 10 | Monza     | 12 - 4 | 8 - 6   |